# Torneo de las Cinco Naciones 1963
El Torneo de las Cinco Naciones de 1963 fue la 69° edición del principal Torneo del hemisferio norte de rugby.
El campeón del torneo fue la selección de Inglaterra.

## Clasificación
| Lugar | Selección  | Partidos | Partidos | Partidos  | Partidos | Puntos  | Puntos    | Puntos | Tabla de puntos |
| Lugar | Selección  | Jugados  | Ganados  | Empatados | Perdidos | A favor | En contra | dif.   | Tabla de puntos |
| ----- | ---------- | -------- | -------- | --------- | -------- | ------- | --------- | ------ | --------------- |
| 1     | Inglaterra | 4        | 3        | 1         | 0        | 29      | 19        | +10    | 7               |
| 2     | Francia    | 4        | 2        | 0         | 2        | 40      | 25        | +15    | 4               |
| 3     | Escocia    | 4        | 2        | 0         | 2        | 22      | 22        | 0      | 4               |
| 4     | Irlanda    | 4        | 1        | 1         | 2        | 19      | 33        | -14    | 3               |
| 5     | Gales      | 4        | 1        | 0         | 3        | 21      | 32        | -11    | 2               |

## Resultados
| 12 de enero | Francia | 6 - 11 | Escocia | Stade Olympique Yves-du-Manoir, Colombes |  |

| 19 de enero | Gales | 6 - 13 | Inglaterra | Cardiff Arms Park, Cardiff |  |

| 26 de enero | Irlanda | 5 - 24 | Francia | Lansdowne Road, Dublín |  |

| 2 de febrero | Escocia | 0 - 6 | Gales | Estadio Murrayfield, Edimburgo |  |

| 9 de febrero | Irlanda | 0 - 0 | Inglaterra | Lansdowne Road, Dublín |  |

| 23 de febrero | Inglaterra | 6 - 5 | Francia | Twickenham Stadium, Londres |  |

| 23 de febrero | Escocia | 3 - 0 | Irlanda | Estadio Murrayfield, Edimburgo |  |

| 9 de marzo | Gales | 6 - 14 | Irlanda | Cardiff Arms Park, Cardiff |  |

| 16 de marzo | Inglaterra | 10 - 8 | Escocia | Twickenham Stadium, Londres |  |

| 23 de marzo | Francia | 5 - 3 | Gales | Stade Olympique Yves-du-Manoir, Colombes |  |

## Premios especiales
- Copa Calcuta:  Inglaterra